# Kh-15
Il Kh-15 è un missile aria-superficie tattico russo conosciuto in Occidente con il nome in codice NATO di AS-16 Kickback. Entrato in servizio alla fine degli anni ottanta, è operativo con l'aviazione russa.

## Storia

### Sviluppo
Le informazioni sullo sviluppo del Kh-15 sono molto scarse. In generale, comunque, si ritiene che il programma relativo venne avviato nel 1967, con lo scopo di sostituire il missile antinave AS-4 Kitchen. Le prime notizie di questo sistema d'arma risalgono al 1988, quando fu mostrato al Segretario della Difesa degli Stati Uniti in occasione di una sua visita presso la base aerea di Kubinka per vedere i grandi Tupolev Tu-160.
Sviluppato e costruito dalla Raduga, ha ricevuto la codifica interna di Izdeliye 115.

### Impiego operativo
Entrato in servizio nello stesso 1988, il missile ricevette in Occidente la codifica NATO di AS-16 Kickback. Viene utilizzato solo dalle forze armate della Federazione Russa, su aerei da bombardamento Tupolev Tu-95, Tupolev Tu-22M e Tupolev Tu-160.

## Descrizione tecnica
Il Kickback è un missile tattico considerato dai russi una sorta di equivalente dello statunitense AGM-69 SRAM, anche se è di dimensioni diverse.
In particolare, il Kh-15 ha un peso al lancio di 1.200 kg, con una lunghezza di 4,78 m. La gittata massima è di 150 km, con un motore a propellente solido.
L'elevato grado di sofisticazione del progetto ha consentito lo sviluppo di diverse versioni, che si differenziano per la testata (nucleare o convenzionale) ed il sistema di guida.
- Kh-15: versione base, in grado di trasportare una testata nucleare da 100 chilotoni. Il sistema di guida è di tipo inerziale. Per questa versione i russi utilizzano anche la designazione di RKV-15[1].
- Kh-15S: missile antinave con testata convenzionale, offerta anche per l'esportazione e presentata per la prima volta ad Abu Dhabi nel 1993. Il sistema di guida si differenzia dalla versione base per la presenza di un radar attivo per la fase terminale di volo[1].
- Kh-15P: missile antiradar.

In generale, il profilo di missione prevede una fase di crociera a 40.000 m, con accelerazione fino a Mach 5 quando discende sull'obiettivo, alla fine della sua corsa.